# Beautiful Life (Ейс ъф Бейс)
„Beautiful Life“ е песен на шведската група Ейс ъф Бейс, издадена в края на 1995 г. В Северна Америка излиза първият сингъл от албума The Bridge; в Европа последва „Lucky Love“.
Песента е написана на 1 януари 1994 г. от Йонас Бергрен, когато посети Канарските острови. Бергрен включи евангелските елементи в песента, а сингълът се превърна в огромен успех по целия свят, като най-високата класация №15 в Billboard Hot 100 през декември 1995 г. и в британския единичен списък. Той достигна и до №1 в списъка с музика за музика на Hot Dance / Club Play в САЩ.